# Ujście (gromada)
Ujście (do 31 XII 1958 Nowawieś Ujska) – dawna gromada, czyli najmniejsza jednostka podziału terytorialnego Polskiej Rzeczypospolitej Ludowej w latach 1954–1972.
Gromady, z gromadzkimi radami narodowymi (GRN) jako organami władzy najniższego stopnia na wsi, funkcjonowały od reformy reorganizującej administrację wiejską przeprowadzonej jesienią 1954 do momentu ich zniesienia z dniem 1 stycznia 1973, tym samym wypierając organizację gminną w latach 1954–1972.
Gromadę Ujście  z siedzibą GRN w mieście Ujściu (nie wchodzącym w skład gromady) utworzono 1 stycznia 1959 w powiecie chodzieskim w woj. poznańskim w związku z przeniesieniem siedziby GRN gromady Nowawieś Ujska z Nowejwsi Ujskiej do Ujścia i zmianą nazwy jednostki na gromada Ujście; równocześnie do nowo utworzonej gromady Ujście włączono miejscowość Byszki ze zniesionej gromady Dziembowo w tymże powiecie.
W 1965 gromada miała 17 członków GRN.
1 stycznia 1970 do gromady Ujście włączono 998 ha z miasta Ujście w tymże powiecie.
Gromada przetrwała do końca 1972 roku, czyli do kolejnej reformy gminnej. 1 stycznia 1973 w powiecie chodzieskim reaktywowano zniesioną w 1954 roku gminę Ujście.